# 소가 다이치
소가 다이치(일본어: 曽我 大地, 1998년 3월 10일 ~ )는 일본의 축구 선수이다.

## 구단 경력
그는 2015년부터 J리그의 가이나레 돗토리에서 뛰었다.